# Historia de Molina de Segura
Molina de Segura es una localidad de la Región de Murcia (España), con una historia importante relacionada muy directamente con los avatares de la historia regional. Recientes descubrimientos en su casco antiguo (Barrio del Castillo) han puesto de manifiesto que en el lugar donde hoy se asienta el citado barrio existió algún asentamiento en época romana y en concreto en el siglo II por su situación estratégica dentro de las rutas de comunicación de la zona. Más tarde constituyó un hisn ya en época árabe como ha puesto de manifiesto la aparición de la muralla norte con más de 125 metros de extensión y 6 torres una de ellas nonagonal.

## Prehistoria
Molina de Segura tiene registrados medio centenar de yacimientos arqueológicos desde el Paleolítico medio y la Edad del Cobre.

## Edad Antigua
Está también demostrada la presencia de población ibérica con un número considerable de yacimientos.

## Roma
No poseemos datos concretos sobre la fundación de Molina de Segura, aunque los restos de cerámica encontrados en su casco antiguo, principalmente en las excavaciones de la antigua fábrica conservera de Maximino Moreno,  nos hablan de una primera presencia romana. Muy posiblemente se trata de la fundación de una villa romana que controlaría el paso del Segura, ubicada en el actual Barrio del Castillo, que con el paso del tiempo se constituiría en núcleo urbano mayor.  La calzada de Carthago Nova (Cartagena) a Complutum (Alcalá de Henares) pasaba por el municipio así como un actus que desde la costa alicantina conectaba a través del actual campo de Molina con Archena y el noroeste murciano.
- Hay presencia de villas en el campo.
- El origen del nombre es de procedencia latina. Los árabes no lo modifican mantienen la raíz latina y la denominan Mulina y Mulinat-as-Sikka (Molina de la calzada). Los cristianos le dan el nombre de Molina Seca proveniente de Sikka.

Lozano Santa nos habla en 1794 del castillo dándole una errónea filiación romana de la siguiente forma:

Molina no ha tenido reputación de antigüedades; la especie del Nubiense y la ocasión, me han hecho registrarla y, efectivamente, no en lo alto del Pueblo, sino en lo baxo, y bien inmediato al río, se ofrecen las grandes ruinas de su hermoso y formidable castillo. Su antigüedad dice muy claramente no ser obra de Árabes, ni de godos, sino anteriores a ellos. Dice, en fin, ser obra muy digna de Arquitectos Romanos. Para evidenciarla, basta registrar los dos grandes cimientos del Alcázar, que llaman iglesia vieja, los cuales se lebantan a la altura de una vara, y están paralelos. Su diámetro es considerable. Su argamasa tenacísima y la mezcla de grandes piedras con unión tan íntima, y tan fuerte, que no hay lugar a la duda. Parte de uno de estos lienzos de Muralla sirve de cimiento, y aún de pared a las habitaciones inmediatas. En circuito del Castillo, se conservan los muros y muralla, hasta la altura de más de 10 varas. Es tan considerable el diámetro que las piedras, desmoronadas por baxo, y sin duda a causa del esfuerzo humano, aparecen pequeñas cuevas capaces y habitables. La obra, en fin, apenas se distingue de la extraordinaria, que se admira en el castillo de Orihuela, y con razón se atribuye a los Scipiones.

En el interior del Castillo, se descubre otra muralla, de igual gusto y firmeza, que sin duda servía de cincumbalación al pueblo, la qual se ve hecha trozos en una de las calles antiguas, fuera ya del pueblo. Desde la ermita de la Consolación, buscando el camino de Murcia, en una Pendiente por donde el agua se despeña, tiene Molina fragmentos de Argamasa, los más preciosos. Aún sirve hoy como de un gran dique a las aguas mismas y este dique salva el camino.

No dudo sea mayor el número de antigüedades: ni dexen de hallarse monedas, ánforas, cascos de Sagunto y otras pruebas Romanas, quando sean buscadas, o apetecidas, de algún espíritu curioso.

Infiero, pues, ser Molina la ciudad de Mola, y aunque por relación del Nubiense no pueda contar más de 800 años, la arquitectura Romana que conserva, ofrece antigüedad de Romanos, ya pacíficamente establecidos en España. No decidiré, pues, conceder a este pueblo y castillo la de 100 años antes de Christo; o bien, desde César Augusto.

## Molina árabe
La primera referencia escrita en documentos árabes donde aparece el nombre de Molina la relaciona con los omeyas, que entraron en territorio murciano y acamparon frente al Hişn Mulīna en 896. Se conocía como Mulinat as-Sikka, es decir, Molina de la Calzada ―posteriormente castellanizada como Molina la Seca―. Otra cita se sitúa dos siglos después (1096) cuando el Cid Campeador vino para reunirse con el rey Alfonso VI, e ir juntos a la defensa de Aledo, pero no se vieron por partir el rey antes de su llegada.
El emir de Murcia Muhammad ibn Mardanis (en castellano tal vez Martínez, aunque los cristianos le llamasen el Rey Lobo) (1146-1172) mantuvo enfrentamientos con los almohadess, ocupó Albacete, Játiva, Denia, Jaén, Baza, Úbeda, Guadix, Carmona, Écija y Granada, amenazó Córdoba y llegó a poner cerco a Sevilla. Sostuvo buenas relaciones con los cristianos y logró largos periodos de paz que engrandecieron y enriquecieron su reino permitiéndole emitir moneda. Fortaleció Molina fortificando la muralla exterior y sangró el río Segura por La Algaida construyéndose un azud para regar sus tierras y del que partía la Acequia Mayor suministrando agua al castillo, con lo que consiguió un aumento de población.
En 1243, el infante Alfonso de Castilla (posterior Alfonso X "El Sabio"), en nombre de su padre Fernando III, integra la taifa de Murcia en la Corona de Castilla como protectorado en virtud del Tratado de Alcaraz.